# Sauk City (Washington)
Sauk City (más néven Sauk) az Amerikai Egyesült Államok északnyugati részén, Washington állam Skagit megyéjében elhelyezkedő kísértetváros.
Az 1880-as években itt rakodták át az árut a gőzhajókról a Monte Cristó-i bányákhoz tartó járművekre. A Skagit folyó déli partján fekvő települést az 1897-es áradás elmosta, így azt az északi parton építették újjá. Az új helység leégett, a területet pedig elhagyták, mivel a kitermelés már nem volt gazdaságos.
Sauk City 1891-ben megyeszékhelynek javasolták, de a rangot Mount Vernon kapta meg.

## Fordítás
- Ez a szócikk részben vagy egészben  a   Sauk City, Washington című angol Wikipédia-szócikk ezen változatának fordításán alapul.  Az eredeti cikk szerkesztőit annak laptörténete sorolja fel. Ez a jelzés csupán a megfogalmazás eredetét és a szerzői jogokat jelzi, nem szolgál a cikkben szereplő információk forrásmegjelöléseként.